# Renzo Nobili
Renzo Nobili (Ponteccio, 9 febbraio 1930 – Pisa, 16 febbraio 1995) è stato uno zoologo e protozoologo italiano.
Si laurea in Scienze biologiche nel 1955 è considerato a ragione il fondatore della moderna ricerca in protozoologia in Italia. Ha voluto e organizzato nel 1965 la Società italiana di protozoologia, oggi sezione della International Society of Protozoologists, della quale è stato "vice-president" nel 1991. Ha ricoperto la carica di segretario dell'Unione zoologica italiana e ha collaborato con insigni studiosi all'organizzazione del simposio di Pisa sul "Problema biologico della specie" e ha organizzato quello di Lucca su "Zoologia oggi".
Negli anni Settanta del Novecento ha frequentato il laboratorio di Sonneborn negli Stati Uniti specializzandosi nello studio dei protozoi ciliati. In seguito ha proseguito lo studio di questi protozoi in Italia, dando vita a una Scuola di ciliatologia che, prima in Italia, ha acquistato prestigio internazionale per l'originalità e il valore delle linee di ricerca.
Fu insignito della medaglia d'oro dei benemeriti della scienza e della cultura il 16 gennaio 1993.
Si è profondamente impegnato a promuovere e mantenere vivi i rapporti dell'Unione Zoologica con il Consiglio universitario nazionale, interagendo strettamente con i Comitati direttivi dell'Unione Zoologica. È stato autore o coautore di oltre cento pubblicazioni scientifiche su argomenti di protozoologia. Di lui si è scritto che "con la sua carica di umanità, il suo bagaglio culturale, le sue doti di serietà e impegno professionale, ci ha insegnato e dato molto. Gliene siamo profondamente grati e riconoscenti" .